# Logis seigneurial de la Grande Coudrière
 (novembre 2024).
La mise en forme du texte ne suit pas les recommandations de Wikipédia : il faut le « wikifier ».
Les points d'amélioration suivants sont les cas les plus fréquents :
- Les titres sont pré-formatés par le logiciel. Ils ne sont ni en capitales, ni en gras.
- Le texte ne doit pas être écrit en capitales (les noms de famille non plus), ni en gras, ni en italique, ni en « petit »…
- Le gras n'est utilisé que pour surligner le titre de l'article dans l'introduction, une seule fois.
- L'italique est rarement utilisé : mots en langue étrangère, titres d'œuvres, noms de bateaux, etc.
- Les citations ne sont pas en italique mais en corps de texte normal. Elles sont entourées par des guillemets français : « et ».
- Les listes à puces sont à éviter, des paragraphes rédigés étant largement préférés. Les tableaux sont à réserver à la présentation de données structurées (résultats, etc.).
- Les appels de note de bas de page (petits chiffres en exposant, introduits par l'outil «  Source ») sont à placer entre la fin de phrase et le point final[comme ça].
- Les liens internes (vers d'autres articles de Wikipédia) sont à choisir avec parcimonie. Créez des liens vers des articles approfondissant le sujet. Les termes génériques sans rapport avec le sujet sont à éviter, ainsi que les répétitions de liens vers un même terme.
- Les liens externes sont à placer uniquement dans une section « Liens externes », à la fin de l'article. Ces liens sont à choisir avec parcimonie suivant les règles définies. Si un lien sert de source à l'article, son insertion dans le texte est à faire par les notes de bas de page.
- La présentation des références doit suivre les conventions bibliographiques. Il est recommandé d'utiliser les modèles {{Ouvrage}}, {{Chapitre}}, {{Article}}, {{Lien web}} et/ou {{Bibliographie}}. Le mode d'édition visuel peut mettre en forme automatiquement les références.
- Insérer une infobox (cadre d'informations à droite) n'est pas obligatoire pour parachever la mise en page.

Pour une aide détaillée, merci de consulter Aide:Wikification.
Si vous pensez que ces points ont été résolus, vous pouvez retirer ce bandeau et améliorer la mise en forme d'un autre article.
Le logis seigneurial de la Grande Coudrière à Mézangers est un logis en Mayenne, situé sur la route d'Hambers à Évron.

## Désignation
- La Couldrière, 1468 (Bibliothèque nationale, Pièces originales, 24 539).
- La Coudrayère, 1529 (Bibliothèque municipale de Laval, manuscrit 11 611, f. 124).

## Histoire
La terre seigneuriale était mouvante de Chelé et de Bourgon.
C’est une demeure datant du XIVe siècle, très bien conservée, d’une grande richesse architecturale, originale, avec un logis principal seigneurial entouré de douves. Sa fonction principale fut un relais de chasse, avec en rez-de-chaussée des espaces utilitaires et à l’étage une grande pièce de vie avec une imposante cheminée.
Le logis est inscrit au titre des monuments historiques par arrêté du 6 février 1997.

## Description
Le logis, qui était une maison de ferme à la fin du XIXe siècle, est un carré long avec pignon à chaque bout. Le rez-de-chaussée est en cave et celliers, et l'étage au-dessus, auquel on accède par un escalier extérieur en pierres, autrefois couvert d'un auvent, aussi bien que la porte ogivale à double rang de claveaux, est divisé en deux grandes salles par une cloison en bois dont les panneaux sont curieusement ouvragés. Partout fenêtres à meneaux, et, particularité à signaler, cheminées ayant leurs conduites extérieures.  Les greniers de cette vieille et imposante demeure du XVe siècle ou XVIe siècle furent lambrissés et pourvus de cheminées, aménagement qui doit dater de la fin du XVIe siècle.

## Seigneurs
- Le sieur des Écotais, 1468, 1516.
- Noble hommes Georges de Corbon, mari de Jeanne des Loges, qui soutient que la métairie et le moulin lui appartiennent par partage avec les seigneurs du Rocher, 1559.
- Pierre de Courtarvel, mari d'Antoinette de Corbon, 1586.  En est dit seigneur Pierre de Courtarvel, mari 1° d'Antoinette de Corbon, 1586 ; 2° de Marguerite de Pannard, sgr de Chantepie.
- Louis Maucourt de Bourjolly, du chef de Julienne Boulant, sa femme, fille unique de Charles Bourjolly et de Julienne Rouault, mort le 30 août 1670.
- Charles Maucourt de Bourjolly, auteur du Mémoire chronologique sur la ville de Laval ; il habita la Coudrière.
- Jean Maucourt de Bourjolly, 1707.
- A Madeleine Maucourt de Bourjolly, femme de Lancelot de Crissé, 1752
- Retirée féodalement sur Jean-Baptiste Delacour, négociant à Mayenne, par le seigneur du Rocher, 1754

La Coudrière fut mise en vente comme bien national, le 22 prairial an V, sur Pierre Marie Alexis du Plessis d'Argentré, rachetée sur la nation par Thérèse Dubois, dame du Rocher, an V. 
- La Coudrière appartenait vers 1810 à M. Serclot des Coudrières, d'Évron.

## Source
« Logis seigneurial de la Grande Coudrière », dans Alphonse-Victor Angot et Ferdinand Gaugain, Dictionnaire historique, topographique et biographique de la Mayenne, Laval, A. Goupil, 1900-1910 [détail des éditions] (BNF 34106789, présentation en ligne)